# Айно Куусінен
Айно Андріївна («Інгрід») Куусінен (фін. Aino Maria Kuusinen, до шлюбу Туртіайнен (фін. Turtiainen 5 березня 1886, Савонранта — 1 вересня 1970, Гельсінкі) — фінська і радянська комуністка, працівниця Комінтерну, розвідниця, письменниця.

## Біографія
У 1919 році в Гельсінкі познайомилася з Отто Куусіненом. У 1922 у Москві одружилася з ним. З 1924 — член РКП (б). Працювала в апараті Комінтерну, референтка по Скандинавії.
У 1931—1933 працювала в США, а в 1934—1937 — у Японії, співпрацюючи з Комінтерном і Розвідуправлінням РККА. Співпрацювала з Ріхардом Зорге. У 1937 році була відкликана до Москви.
1 січня 1938 заарештована. ВКВС засуджена до 8 років ВТТ. Відбувала термін у Казахстані. У 1946 вийшла з табору. Але в 1947 знову заарештована і відправлена до Костанаю. Отто Куусінен не робив спроб заступитися за дружину, хоча сама вона під час допитів відмовилася проти нього свідчити. Після смерті Отто Куусінена виїхала до Фінляндії в 1965 році.
Авторка мемуарів, які написала вже на батьківщині. Мемуари були опубліковані за заповітом після її смерті.

## Твори
- Before and After Stalin; a Personal Account of Soviet Russia Form the 1920s to the 1960s . Michael Joseph, London. 1974. ISBN 0-7181-1248-2
- The Rings of Destiny: Inside Soviet Russia From Lenin to Brezhnev. William Morrow And Company, New York. 1974. ISBN 0-688-00306-0 .
- Російське видання: Господь скидає своїх ангелів: Спогади, 1919—1965 [Архівовано 27 грудня 2019 у Wayback Machine.] — Петрозаводськ: Карелія, 1991.